# Hemidactylus aaronbaueri
Hemidactylus aaronbaueri là một loài thằn lằn trong họ Gekkonidae. Loài này được Giri mô tả khoa học đầu tiên năm 2008.